# Caso Osasuna
El Caso Osasuna hace referencia a una investigación judicial por parte del juez Fermín Otamendi; del Juzgado de Instrucción número 2 de Pamplona, por la malversación de parte de los fondos económicos del CA Osasuna por parte de varios ex directivos durante los mandatos de Miguel Archanco y Patxi Izco.

## Cronología
A principios de año, el ya exgerente del club pamplonés Ángel Luis Vizcay Ventura, le confiesa a Javier Tebas las gestiones realizadas para amañar partidos.
El 6 de marzo el juez comenzó a tomar declaración a los primeros imputados.
El 17 de junio se levantó parte del secreto del sumario, tras cuatro meses de investigación e imputar 23 personas.
El 18 de junio se da a conocer la cuantía de gastos personales no justificados realizados por parte de Patxi Izco con dinero del club rojillo.
El caso finalizó con la sentencia histórica de la Audiencia Provincial de Navarra, al ser la primera vez que un tribunal emitía una condena por corrupción deportiva a 11 acusados, entre ellos los futbolistas Antonio Amaya y Xavi Torres (del Betis). Los pagos a los jugadores se habían realizado para evitar el descenso de Osasuna a Segunda en la temporada 2013-14. La sentencia dio como probados los pagos que el club navarro les hizo para que ganasen al Real Valladolid en la 37 jornada de Liga y para que perdiesen en la jornada 38 frente a Osasuna.